# Nancy Binay
Maria Lourdes "Nancy" Binay (Makati, 12 mei 1973) is een Filipijns politicus. Ze werd in 2013 gekozen in de Filipijnse Senaat.

## Biografie
Nancy Binay werd geboren op 12 mei 1973 in Makati, toen nog in de provincie Rizal. Ze is het oudste kind van Jejomar Binay, die in 2010 werd gekozen tot vicepresident van de Filipijnen en Elenita Binay, voormalig burgemeester van Makati. Haar zus Abigail Binay werd in 2010 gekozen in het Filipijns Huis van Afgevaardigden en haar broer Jejomar Binay jr. werd bij dezelfde verkiezingen gekozen tot burgemeester van Makati. Na haar lagere- en middelbareschoolopleiding aan St. Scholastica's College studeerde ze aan de University of the Philippines. Hoewel ze in eerste instantie begon met een studie economie, behaalde ze daar in 1997 haar bachelor-diploma toerisme. Van 1998 tot 2001 werkte Binay voor haar moeder, die in die tijd burgemeester van Makati was. Vanaf 2010 was ze de persoonlijk assistent van haar vader, na zijn verkiezing tot vicepresident.
In oktober 2012 maakte de oppositiecoalitie United Nationalist Alliance (UNA) bekend dat Binay bij de verkiezingen van 2013 een van hun kandidaten voor een zetel in de Filipijnse Senaat zou worden. Haar deelname aan de verkiezingen was controversieel. Critici wezen op het het feit dat ze geheel nieuw was in de politiek en geen enkele relevante ervaring had behalve het werk dat ze voor haar ouders had verricht. Ondanks deze kritiek deed Binay het het bij de verkiezingen goed. Ze was de UNA-kandidaat met de meeste stemmen en werd verkozen tot senator. Volgens de critici echter is de verkiezing van Binay slechts gebaseerd op haar familienaam en een goed voorbeeld van de Filipijnse politiek, waarbij kandidaten vaak opgevolgd worden door familieleden.
Binay is getrouwd met zakenman Jose Benjamin Angeles en kreeg samen met hem vier kinderen.